# شراكسة فاتحة
شراكسة فاتحة (الاسم العلمي:Charaxes dilutus) هي نوع من الحشرات تتبع جنس الشراكسة من فصيلة الحورائيات.